# Wet op het hoger onderwijs en wetenschappelijk onderzoek
De Wet op het hoger onderwijs en wetenschappelijk onderzoek, afgekort WHW, is een Nederlandse wet uit 1992 waarin regels zijn vastgelegd in verband met het hoger onderwijs (universiteiten en hogescholen). De wet vervangt verscheidene oudere wetten. De volledige naam is: Wet van 8 oktober 1992, houdende bepalingen met betrekking tot het hoger onderwijs en wetenschappelijk onderzoek.
De wet bevat bepalingen over
- universiteiten
- hogescholen
- de Open Universiteit
- academische ziekenhuizen oftewel universitaire medische centra (UMC's)
- de Koninklijke Nederlandse Akademie van Wetenschappen (KNAW)
- de Koninklijke Bibliotheek (Nederland) (KB)
- titulatuur.

Een voorloper was de Wet op het Hoger Onderwijs van 1876 (28 april 1876, Stb. 102).